# WASP-132
WASP-132, TOI-822 — одиночная звезда в созвездии Волка. Находится на расстоянии приблизительно 403 св. лет (около 124 парсек) от Солнца. Видимая звёздная величина звезды — +11,938m. Возраст звезды определён как около 3,2 млрд лет.
Вокруг звезды обращается, как минимум, две планеты.

## Характеристики
WASP-132 — оранжевый карлик спектрального класса K4V. Масса — около 0,8 солнечной, радиус — около 0,753 солнечного, светимость — около 0,253 солнечных. Эффективная температура — около 4783 K.

## Планетная система
В 2016 году командой астрономов, работающих в рамках программы SuperWASP, было объявлено об открытии планеты WASP-132 b.
В 2022 году командой астрономов, работающих в рамках программы SuperWASP, было объявлено об открытии планеты WASP-132 c.